# Namen-Jesu-Fest

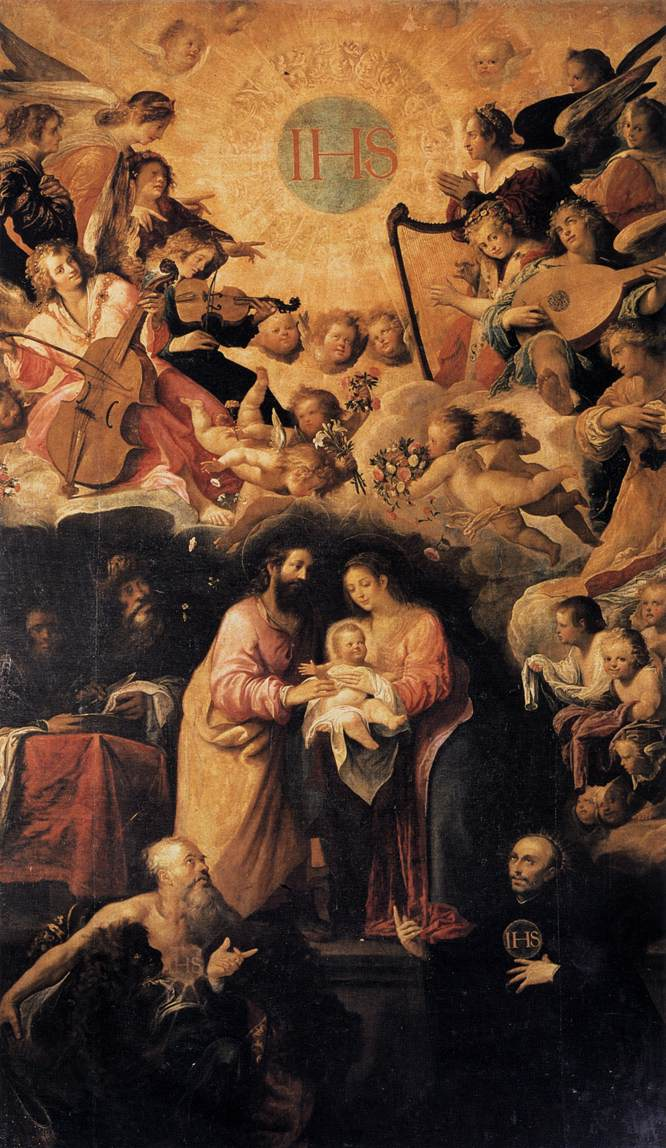
Die Verehrung des heiligsten Namens Jesu, Ölbild von Juan de las Roelas, ca. 1604

Das Namen-Jesu-Fest, auch Fest des allerheiligsten Namens Jesu, am 3. Januar ist ein Herrenfest im Weihnachtsfestkreis der römisch-katholischen Liturgie. Der Gedenktag wurde von Papst Clemens VII. im Jahr 1530 dem Franziskanerorden gestattet, dem die Förderung der Verehrung des Namens Jesu ein besonderes Anliegen war.

## Geschichte
Ursprünglich wurde der Namensgebung Jesu – wie noch heute in verschiedenen Kirchen – am 1. Januar gedacht, da das an diesem Tag gelesene Evangelium davon berichtet (Lk 2,21 ).
Die Namen-Jesu-Verehrung wurde besonders durch die beiden heiligen Franziskaner Bernhardin von Siena und Johannes von Capestrano gefördert. Auf Bitten Kaiser Karls VI. wurde das Fest, ein Ideenfest, im Jahr 1721 für die gesamte lateinische Kirche eingeführt. Bis zur Liturgiereform wurde es am Sonntag zwischen dem 1. und 5. Januar oder, wenn kein Sonntag dazwischenfällt, am 2. Januar, gefeiert. 2002 wurde der Gedenktag des  Heiligsten Namens Jesu als nichtgebotener Gedenktag am 3. Januar wieder in den  römischen Generalkalender aufgenommen.
Als Hymnus zu Vesper, Matutin und Laudes dienen drei Abschnitte des ursprünglich mehr als 40-strophigen, Bernhard von Clairvaux zugeschriebenen Jesu dulcis memoria.
In der anglikanischen, den evangelischen und der altkatholischen Kirche wird die Namengebung Jesu am 1. Januar im Zusammenhang mit dem früheren Fest der Beschneidung des Herrn am Oktavtag von Weihnachten begangen. So nimmt der für diesen Tag bestimmte 4. Teil von Bachs Weihnachtsoratorium durchgehend auf den Namen Jesu Bezug.